# RuPaul's Drag Race: UK vs the World
RuPaul's Drag Race: UK vs the World è un programma televisivo britannico, in onda sulla rete televisiva BBC Three dal 2022.
Il programma è uno spin-off dei programmi RuPaul's Drag Race All Stars e RuPaul's Drag Race UK ed il presentatore, nonché mentore, è RuPaul, diventando il terzo programma spin-off ad essere condotto da RuPaul stesso. Come nella versione originale, le concorrenti devono mostrare le loro doti di intrattenitrici, provenienti da diverse versioni internazionali del programma, sfidandosi in varie sfide. Ogni settimana vengono giudicate per le loro performance da vari giudici: tra essi quelli fissi sono la drag queen Rupaul, Michelle Visage, Alan Carr, Graham Norton, mentre i giudici ospiti variano ogni settimana. Al termine dell'episodio una concorrente viene eliminata; tra le ultime rimaste verrà inserita nella Drag Race Hall of Fame che riceverà una serie di premi.

## Format
Ogni puntata si divide, generalmente, in tre fasi:
- La mini sfida: in ogni mini sfida alle concorrenti viene chiesto di svolgere una sfida con caratteristiche e tempi differenti. Alcune mini sfide si ripetono in ogni edizione. Come, ad esempio, "leggersi" a vicenda (ovvero dire qualcosa di cattivo ad un'altra persona ma facendolo in modo scherzoso). La vincitrice delle mini sfide di solito riceverà un premio, un vantaggio per la sfida principale o potrà decidere la composizione delle squadre.
- La sfida principale: in ogni sfida principale alle concorrenti viene chiesto di cimentarsi in una sfida. Alla sfida principale segue una sfilata a tema differente per ciascun episodio.
- L'eliminazione: tutte le concorrenti vengono chiamate davanti ai giudici, dove vengono decretate e le due concorrenti migliori della puntata che si esibiranno nei playback chiamati "Lipsync For Your Legacy". Alla vincitrice del playback spetta la possibilità di decidere quale concorrente eliminare fra le peggiori della puntata.

### Giudici ospiti
Come nella versione classica, anche questa serie prevede dei giudici fissi e dei giudici ospiti che variano di settimana in settimana. I giudici danno la loro opinione sui vari concorrenti, esprimendo le loro opinioni circa ciò che accade sul palcoscenico principale. Tra i giudici ospiti comparsi nel corso delle edizione troviamo: Melanie C, Michelle Keegan, Katie Price, Jonathan Bailey e Jade Thirlwall.

#### Giudici fissi
| Giudice         | Edizioni | Edizioni |
| Giudice         | 1        | 2        |
| --------------- | -------- | -------- |
| RuPaul          | Fisso    | Fisso    |
| Michelle Visage | Fisso    | Fisso    |
| Alan Carr       | Fisso    | Fisso    |
| Graham Norton   | Fisso    | Fisso    |

- RuPaul (edizione 1-in corso), oltre ad essere mentore per i concorrenti, RuPaul è anche uno dei giudici. Alla fine di ogni puntata è lui a decidere quale dei due correnti peggiori rimane e chi invece deve lasciare la competizione.
- Michelle Visage (edizione 1-in corso), conduttrice radiofonica e cantante statunitense, prende il posto di RuPaul in alcune puntate per spiegare ai concorrenti la sfida della puntata.
- Alan Carr (edizione 1-in corso), comico e personaggio televisivo britannico, alterna il ruolo di giudice fisso con Graham Norton.[4]
- Graham Norton (edizione 1-in corso), comico e presentatore televisivo irlandese, alterna il ruolo di giudice fisso con Alan Carr.[4]

### Untucked
Durante ogni puntata di RuPaul's Drag Race: UK Versus the World, viene seguito un intermezzo di Untucked nel quale vengono mostrate scene inedite della competizione e il backstage del programma.

### Premi
Anche in questa versione del programma, il vincitore riceve dei premi. I premi vinti in ogni edizione sono stati:
1ª edizione:
- Una corona e uno scettro di Fierce Drag Jewels
- Produrre un singolo con RuPaul

2ª edizione:
- 50000 £
- Una corona e uno scettro di Fierce Drag Jewels

## Edizioni
| Edizione | Concorrenti | Episodi | Prima TV UK | Prima TV Italia | Vincitrice    | Miss Simpatia                   |
| -------- | ----------- | ------- | ----------- | --------------- | ------------- | ------------------------------- |
| 1ª       | 9           | 6       | 2022        | inedita         | Blu Hydrangea | Cheryl Hole Janey Jacké Jujubee |
| 2ª       | 11          | 8       | 2024        | inedita         | Tia Kofi      | Arantxa Castilla La Mancha      |

### Prima edizione
La prima edizione di RuPaul's Drag Race: UK Versus the World è andata in onda nel Regno Unito a partire dal 1º febbraio all'8 marzo 2022, come programma di punta per la riapertura della rete televisiva BBC Three. Il cast venne annunciato il 17 gennaio 2022. Nove drag queen, provenienti da diverse versioni internazionali del programma, si sfidano per entrare nella Drag Race Hall of Fame. La stagione è stata girata registrata a marzo 2021 nella città di Manchester, subito dopo la fine delle registrazione della terza edizione di RuPaul's Drag Race UK.
Le concorrenti che hanno preso parte alla competizione sono state: Baga Chipz, Blu Hydrangea e Cheryl Hole per il Regno Unito, Janey Jacké per i Paesi Bassi, Jimbo e Lemon per il Canada, Jujubee e Mo Heart per gli Stati Uniti e Pangina Heals per la Thailandia.
Blu Hydrangea, vincitrice dell'edizione, ha guadagnato come premio una corona e uno scettro di Fierce Drag Jewel e la possibilità di incidere un singolo in collaborazione con RuPaul.

### Seconda edizione
Nel dicembre 2023 la BBC ha confermato una seconda edizione dello show, confermando la trasmissione su BBC Three e sulla piattaforma BBC iPlayer. Il cast venne annunciato il 13 gennaio 2024. Undici drag queen, provenienti da diverse versioni internazionali del programma, si sfidano per entrare nella Drag Race Hall of Fame.
Le concorrenti che hanno preso parte alla competizione sono state: Choriza May, Gothy Kendoll, Jonbers Blonde e Tia Kofi per il Regno Unito, Arantxa Castilla La Mancha per la Spagna, Hannah Conda per l'Australia, Keta Minaj per i Paesi Bassi, La Grande Dame per la Francia, Marina Summers per le Filippine e, infine, Mayhem Miller e Scarlet Envy per gli Stati Uniti.
Tia Kofi, vincitrice dell'edizione, ha guadagnato come premio 50000 £, una corona e uno scettro di Fierce Drag Jewel.

## Concorrenti
Le concorrenti che hanno preso parte al programma nel corso della prima edizione sono state (in ordine di eliminazione):
| Edizioni | Vincitrice    | Finalista(e) | 3°                            | 4°                            | 5°           | 6°            | 7°            | 8°          | 9°             | 10°                        | 11°           |
| -------- | ------------- | ------------ | ----------------------------- | ----------------------------- | ------------ | ------------- | ------------- | ----------- | -------------- | -------------------------- | ------------- |
| 1ª       | Blu Hydrangea | Mo Heart     | Baga Chipz                    | Baga Chipz                    | Janey Jacké  | Pangina Heals | Jimbo         | Cheryl Hole | Lemon          |                            |               |
| 1ª       | Blu Hydrangea | Mo Heart     | Jujubee                       |                               | Janey Jacké  | Pangina Heals | Jimbo         | Cheryl Hole | Lemon          |                            |               |
| 2ª       | Tia Kofi      | Hannah Conda | La Grande Dame Marina Summers | La Grande Dame Marina Summers | Scarlet Envy | Choriza May   | Gothy Kendoll | Keta Minaj  | Jonbers Blonde | Arantxa Castilla La Mancha | Mayhem Miller |

Legenda:
     La concorrente è stata nominata Miss Simpatia

## Musiche
Quasi tutte le canzoni utilizzate nelle varie edizioni provengono dagli album di RuPaul. Fanno eccezione le canzoni utilizzate per il playback alla fine delle puntate.

### Palcoscenico Principale
Le canzoni utilizzate durante la presentazione degli outfit dei concorrenti sono state:
- How I Wanna Hold U tratto da Butch Queen (1ª-2ª edizione)

### Altre musiche
Nel corso del programma sono stati rilasciati vari singoli promozionali:
- Living My Life in London Remix - Baga Chipz, Blu Hydrangea, Janey Jacké, Jujubee e Mo Heart (1ª edizione)